# Edward Acton
Edward Acton, właśc. Edward David Joseph Lyon-Dalberg (ur. 4 lutego 1949 w Salisbury) – brytyjski historyk, nauczyciel akademicki i pisarz specjalizujący się w historii Rosji i ZSRR.

## Życiorys
Pochodzi z arystokratycznej rodziny Dalberg-Acton. Wykładał w University of Liverpool, University of Manchester, University of East Anglia w Norwich (wicekanclerz w latach 2009-2014). Jest zaliczany do grona rewizjonistów.

## Wybrane publikacje
- Alexander Herzen and the Role of the Intellectual Revolutionary (1979)
- Rethinking the Russian Revolution (1990)
- Russia: the Tsarist and Soviet Legacy, wyd. 2, London - New York 1995, ISBN 0-582-08922-0.
- Critical Companion to the Russian Revolution 1914-21 (współredakcja, 1997)
- The Soviet Union: A Documentary History (t. 1-2, 2005-2007)

## Publikacje przełożone na język polski
- Rosja. Dziedzictwo caratu i władzy radzieckiej, przeł. Janusz Stawiński, Warszawa: Państwowy Instytut Wydawniczy, seria Rodowody Cywilizacji, 2013.